# Nintendo Entertainment Analysis and Development
Nintendo Entertainment Analysis and Development (of EAD, vroeger onder de naam Research & Development Team 4) is de grootste afdeling van Nintendo. Deze afdeling is onder leiding van Shigeru Miyamoto en focust zich het meest op het maken van consolespellen.
Het bedrijfsonderdeel startte in 1983 en werd het meest bekend door hun werk in de Mario, The Legend of Zelda, Pikmin en Donkey Kong reeksen en ook andere titels. Op 16 september 2015 werd het samengevoegd met andere divisies naar Nintendo EPD.

## Ontwikkelde computerspellen

### NES
- Super Mario Bros. (1985)
- Super Mario Bros. 2 (1986)
- The Legend of Zelda (1987)
- Doki Doki Panic (1987)
- Super Mario Bros./Duck Hunt (1988)
- Zelda II: The Adventure of Link (1988)
- Super Mario Bros. 3 (1988)

### SNES (Super Nintendo Entertainment Systeem)
- Super Mario World (1990)
- F-Zero (1990)
- The Legend of Zelda: A Link to the Past (1991)
- Super Mario Kart (1992)
- Super Mario All-Stars (1993)
- Star Fox (1993)
- Super Mario World 2: Yoshi's Island (1995)

### Game Boy
- The Legend of Zelda: Link's Awakening (1993)

### Nintendo 64
- Super Mario 64 (1996)
- Wave Race 64 (1996)
- Mario Kart 64 (1996)
- Star Fox 64 (1997)
- Yoshi's Story (1997)
- F-Zero X (1998)
- The Legend of Zelda: Ocarina of Time (1998)
- The Legend of Zelda: Majora's Mask (2000)

### Gamecube
- Luigi's Mansion (2001)
- Pikmin (2001)
- Super Mario Sunshine (2002)
- Animal Crossing (2002)
- The Legend of Zelda: The Wind Waker (2002)
- Mario Kart: Double Dash!! (2003)
- Pikmin 2 (2004)
- The Legend of Zelda: Twilight Princess (2006)

### Game Boy Advance
- Super Mario Advance (2001)
- Super Mario World: Super Mario Advance 2 (2001)
- Yoshi's Island: Super Mario Advance 3 (2002)
- Super Mario Advance 4: Super Mario Bros. 3 (2003)
- Hamtaro: Ham Ham Heartbreak (2003)
- F-Zero: GP Legend (2003)
- F-Zero Climax (2004)

### Nintendo DS
- Super Mario 64 DS (2004)
- Mario Kart DS (2005)
- Nintendogs (2005)
- Animal Crossing: Wild World (2005)
- New Super Mario Bros. (2006)
- The Legend of Zelda: Phantom Hourglass (2006)
- The Legend of Zelda: Spirit Tracks  (2009)

### Wii
- The Legend of Zelda: Twilight Princess (2006)
- Super Mario Galaxy (2007)
- Wii Fit (2007)
- New Play Control! Pikmin (2008)
- New Play Control! Pikmin 2 (2009)
- New Super Mario Bros. Wii (2009)
- Wii Fit Plus (2009)
- The Legend of Zelda: Skyward Sword (2011)

### Wii U
- Nintendo Land (2012)
- New Super Mario Bros. U (2012)
- New Super Luigi U (2013)
- Pikmin 3 (2013)
- The Legend of Zelda: The Wind Waker HD (2013)
- Wii Sports Club (2013)
- Wii Fit U (2013)
- Super Mario 3D World (2013)
- NES Remix (2013)
- NES Remix 2 (2014)
- Mario Kart 8 (2014)
- Captain Toad: Treasure Tracker (2015)